# گسترده‌بال برازنده

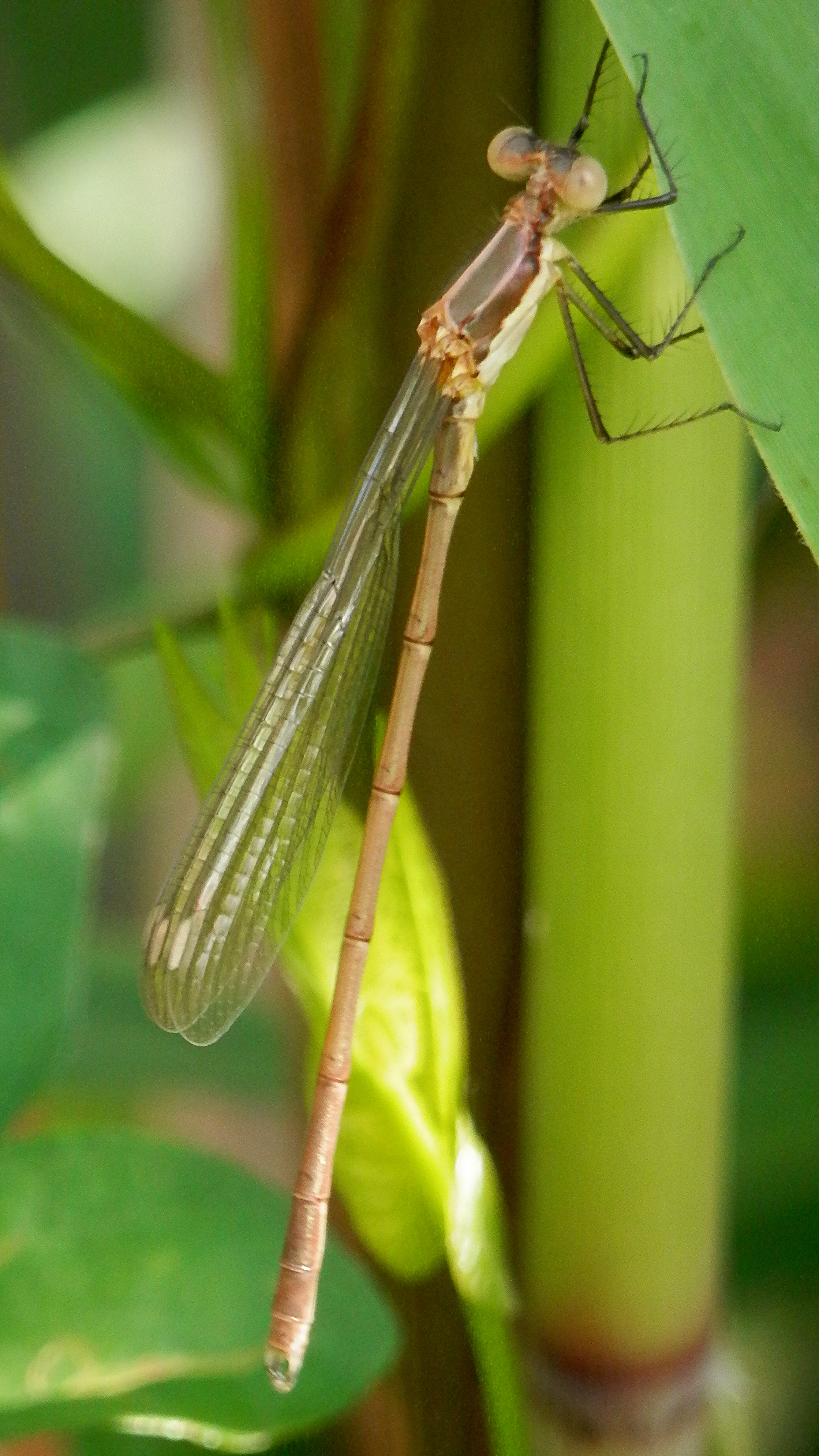
گسترده بال برازنده (Lestes inaequalis) در منطقه‌ی حفاظت‌شده‌ی حیات وحش بیگ کریک در شهرستان نورفک، استان انتاریو، کانادا.

گسترده‌بال برازنده (نام علمی: Lestes inaequalis) گونه‌ای سنجاقک از خانواده گسترده‌بالان است. این گونه معمولاً به عنوان پراکنده زیبا شناخته می‌شود. بومی شرق آمریکای شمالی، از جمله شرق کانادا و ایالات متحده است.

## زیست‌شناسی
این گونه در نزدیکی آب‌های شیرین مانند نهرها، دریاچه‌ها، برکه‌ها و مرداب‌ها زندگی می‌کند. ممکن است زیر سایه‌بان در مناطق جنگلی زندگی کند.
شناخته‌شده‌است که گسترده‌بال برازنده از مگس‌های کوچک‌تر تغذیه می‌کند.